# Ephedra sarcocarpa
Ephedra sarcocarpa là một loài thực vật hạt trần trong họ Ephedraceae. Loài này được Aitch. & Hemsl. mô tả khoa học đầu tiên năm 1886.